# 若松競艇場
若松競艇場（わかまつきょうていじょう）は、福岡県北九州市若松区赤岩町にある競艇場である。

## 概要
主催者は北九州市と「中間市行橋市競艇組合」（中間市および行橋市で構成する一部事務組合）である。2010年度以降の通称はBOAT RACE若松（ボートレースわかまつ）。
1952年（昭和27年）、当時の若松市によって開設され、同年11月11日に初開催が行なわれた。八幡、門司、戸畑、小倉市との合併により北九州市に引き継がれる。
現在のSG競走の始まりである全日本選手権競走が初開催されたことから、「ダービー発祥の地」でもある。
隣接する遠賀郡芦屋町にある芦屋競艇場とは、常滑競艇場と至近距離にあった半田競艇場が廃止された1964年以降、競艇場間における直線距離で日本一近い。そのため、選手宿舎を共同利用していた（宿舎は芦屋町内）ため併催が不可能であったが、2010年11月10日に若松新宿舎がピット横に完成し、若松・芦屋の同時開催が可能となった。また、モーニングレース実施の芦屋競艇場との併催時には、朝～昼は芦屋開催の、昼～夜は競艇場を移動しての当場のレースを両方楽しめるようになっている。
マスコットキャラクターは、大昔に河童が存在したとされる若松にちなみ、河童のファミリー4体である。「かっぱくん」（メインキャラクター）「わかちゃま」（2体目）「ひめちゃん」（3体目）「こひめちゃん」（4体目）である。それにちなんで「若松かっぱ杯争奪戦」が行われている。なお、かっぱくんが父、ひめちゃんが母（かっぱくんの妻）、わかちゃまが兄（かっぱくんの息子）、こひめちゃんが妹（かっぱくんの娘）となっている。
実況は、福岡県内の3競艇場（若松・芦屋・福岡）をRKBミューズ所属の女性アナウンサー、安河内美記・吉野尚美・竹本春美・荒田美希・清家美和の5人でローテーションで回している。過去のSG競走では、メディアターナーの内田和男や梶西達が実況を務めた事があった。
地元出身の元選手である植木通彦を讃えるフェニックスホールが総合案内所近くにある。
また、2011年12月には新外向発売所カッパ☆ピアがオープンした。
2014年度の売上は800億円を超え、全国競艇場最多となった。
YouTube LIVEでのレース実況放送も行われている。各レースのスタート展示終了後に、坂本賢二郎、中森亮が直前レース予想を放送している。2021年からは、大串理彩と竹下Dが司会を務める「わかまちゅーぶ」の放送も開始した。大串は2024年3月22日の配信を持って出演終了している。

## 水面の特徴

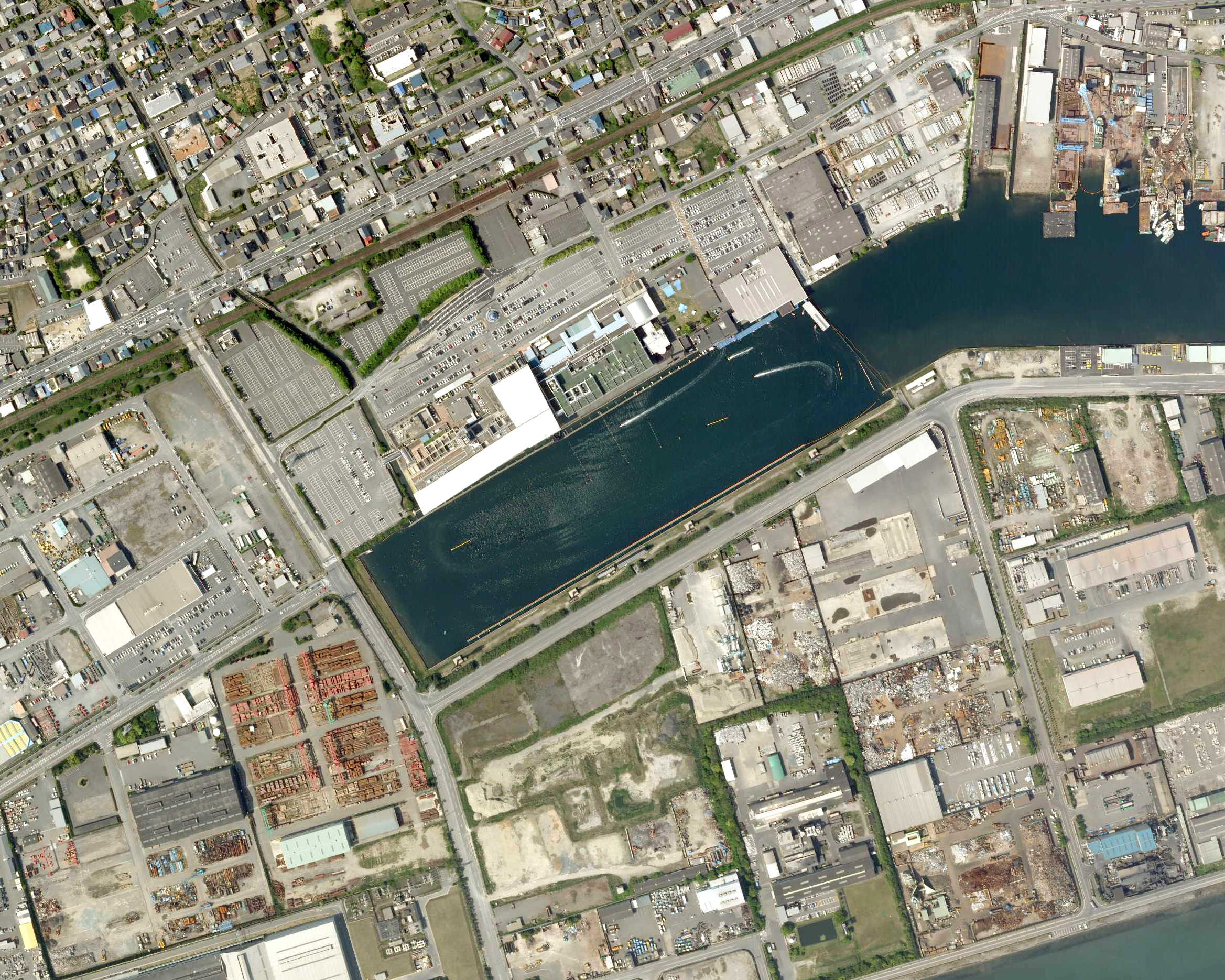
若松競艇場周辺の空中写真。2009年4月29日撮影。。

競走水面は海で、水質は海水。水面はそれほど荒れる事はないが、洞海湾と直結しているため、冬場はやや荒れる事もある。イン優勢の流れは他の競艇場同様変わらないが、比較的穏やかな水面である一方で風や潮の満干の影響を受けやすいからか、静水面と難水面の両方の特徴を併せ持つ競艇場と言える。近年はインの勝率が低下傾向にある事もあり、九州地方5競艇場の中では最もインコースの勝率が低くなっており、コース不問の多彩な決まり手が出やすい競艇場でもある。
毎年、周年記念(GI)として「全日本覇者決定戦」が行なわれている。
企業杯(GIII)として、2017年度までは「JR九州ビートル杯争奪戦競走」が行われていたが、2018年度からは「シャボン玉石けん杯」を行っている。
新鋭リーグ戦の名称は、現役時代に「艇王」「不死鳥」と呼ばれた植木通彦を称えた、「植木通彦フェニックスカップ」。
女子リーグ戦の名称は、ナイトクイーンカップ（旧ナイトレディースカップ）。
正月には「正月特選競走」、ゴールデンウィークには「GW特選競走」、お盆には「お盆特選競走」が行なわれている。
2004年（平成16年）5月1日より、「パイナップルナイター」と銘打ったナイター競走を実施している。競艇界では群馬県の桐生競艇場、愛知県の蒲郡競艇場に次いで3場目で、西日本では初めて。一般競走では初日の8レースは特賞の名前が「パイナップル」となっていた。パイナップルの名前の由来は若松の松の英訳がパインでそれを親しみやすくするためにパイナップルとした。
2008年3月より通年ナイター開催となった。これは蒲郡競艇場に次いで全国で2番目である。
2010年5月25日から有力選手が出場する「かっぱ特別戦」を第1レースに、6月24日からは第6レースで進入固定競走を開始した（2013年1月30日からは第5レースに変更。2016年6月14日から2018年3月27日までは第8レースにも拡大）。更に同年9月15日からは有力選手が1号艇で登場する「サンセット特別戦」を第8レースに開始した。なお、2011年4月の開催では東日本大震災の影響もあり、久々にデイレースで開催されていたが、同月末より通常時と同様のナイター開催に戻っている。また、2012年1月3日の「ジェイアール九州エージェンシーカップ 正月特選競走」からは、第1～第4レースが「かっぱファミリー特別戦」として、1～4号艇に1人ずつA級選手や主力級を置くシード番組を編成していたが、2013年度以降は5レースの進入固定競走を除き廃止されている。
2010年4月から2012年3月まで、スカパー!・245chで無料中継を行っていた。大村競艇場との共同運営で、名称は「ライブ245（大村＆若松）」。大村の開催がない日は全レースを、大村開催と重なる場合は17時から最終レースまで放送した。2012年4月からは若松が275ch(EXエンタテイメント→寄席チャンネル)に、大村が262ch(シアター・テレビジョン)に変更になっている。立川・西武園競輪での放送がない日は全レースを、どちらかの競輪場でレースがある日は17時以降の放送となる。なお、2013年4月から若松も547ch・262chに移動することから、以前のライブ245の時と同じ編成（大村非開催時は14時30分から、大村併催日は17時から）になる。
2015年4月現在、スカパー!での無料中継は行われていない。
また2013年1月22日より、展示航走時、通常の展示タイムの他、一周タイム（周回展示1周目バックストレッチ中央〜2周目同位置）が自動計測され発表される（周回展示が1周となった場合は中止）。

## SG開催実績
| 年   | 競走名                               | 優勝者            | 登番     | 出身      |
| ---- | ------------------------------------ | ----------------- | -------- | --------- |
| 1953 | 第1回全日本選手権                    | 友永慶近          | 52       | 長崎      |
| 1959 | 第5回モーターボート記念              | H 上原茂 R 松本稔 | 260 1313 | 東京 愛知 |
| 1960 | 第7回全日本選手権                    | 草川祐馬          | 370      | 大阪      |
| 1965 | 第11回モーターボート記念             | 芹田信吉          | 1126     | 福岡      |
| 1984 | 第30回モーターボート記念             | 北原友次          | 1481     | 岡山      |
| 1997 | 第43回モーターボート記念             | 安岐真人          | 1864     | 香川      |
| 1999 | 第4回オーシャンカップ                | 田頭実            | 3257     | 福岡      |
| 2000 | 第46回モーターボート記念             | 西島義則          | 3024     | 広島      |
| 2002 | 第7回オーシャンカップ                | 植木通彦          | 3285     | 福岡      |
| 2004 | 第9回オーシャンカップ                | 田村隆信          | 4028     | 徳島      |
| 2005 | 第51回モーターボート記念             | 菊地孝平          | 3960     | 岩手      |
| 2006 | 第11回オーシャンカップ               | 松井繁            | 3415     | 大阪      |
| 2008 | 第54回モーターボート記念             | 今垣光太郎        | 3388     | 石川      |
| 2009 | 第14回オーシャンカップ               | 菊地孝平          | 3960     | 静岡      |
| 2013 | 第18回オーシャンカップ               | 松井繁            | 3415     | 大阪      |
| 2014 | 第60回ボートレースメモリアル(MB記念) | 白井英治          | 3897     | 山口      |
| 2017 | 第63回ボートレースメモリアル(MB記念) | 寺田祥            | 3942     | 山口      |
| 2018 | 第23回オーシャンカップ               | 毒島誠            | 4238     | 群馬      |
| 2021 | 第48回ボートレースオールスター       | 峰竜太            | 4320     | 佐賀      |
| 2025 | 第60回ボートレースクラシック         | 佐藤隆太郎        | 4847     | 東京      |

2014年からは支部表記

## エピソード
- 1953年（昭和28年）、第1回全日本選手権競走（当時の名称は「全日本モーターボート選手権」）が行われた。
- 2004年夏、「パイナップルナイター」の開始を記念して、SG競走であるオーシャンカップ競走の第9回大会が開催された。
- 発券システムは日本トーターであるが、同一主催者の小倉競輪場は3連単導入時に富士通フロンテックのシステムに乗り換えた。
- 地元出身選手の西山貴浩が出走する際には、西山を1号艇に配した「ほぼイケメン戦」というレースが組まれることがある[6]。また、稀に「イケメン戦」というレースも組まれる[7]。

## アクセス
- 九州旅客鉄道（JR九州）筑豊本線（若松線）奥洞海駅から徒歩4分[3]
- 鹿児島本線（JR九州）黒崎駅及び戸畑駅から車で15分[3]
- JR小倉駅から都市高速を利用して車で20分[3]

なお、競走開催時は、北九州市交通局と西鉄バス北九州が、門司、小倉、黒崎、戸畑、中間よりそれぞれ競艇場行きのシャトルバスを運行する。路線・運行会社により、有料（通常の路線バス運行）か無料（北九州市などが費用を負担して運行）かは異なるため、運行時刻ともども事前に各停留所での掲示に注意する必要がある。
無料駐車場完備。Jリーグギラヴァンツ北九州のホームゲームが北九州市立本城陸上競技場で行われる場合、本競技場の駐車場と本城陸上競技場との無料シャトルバスが運行される。

## サテライト若松
小倉競輪場管轄の競輪場外車券売場として、場内の一部を改装し2008年12月6日にオープンした。
先に若松競艇場も北九州メディアドーム（小倉競輪場）内に「ミニボートピア北九州メディアドーム」をオープンさせていたことから、これにより全国で初めで同一主催者（北九州市）による競艇場・競輪場間での相互販売が実現したことになる。